# Johnny Longden
Johnny Longden, född 14 februari 1907 i Wakefield i Yorkshire i England, död 14 februari 2003 i Banning i Kalifornien i USA, var en engelsk professionell jockey och galopptränare. Under sin karriär tog han 6 032 segrar.

## Biografi
Longdens far emigrerade till Kanada 1909 och bosatte sig i Taber i provinsen Alberta. Tre år senare, 1912, hade han sparat tillräckligt med pengar för att hans fru och barn skulle åka över till honom i Kanada. Longdens tåg kom dock sent till hamnen i Southampton, och de missade sin planerade resa till New York på Titanic.
Som ung arbetade Longden i gruvindustrin. Hans kärlek till hästar och hästkapplöpning ledde till att han lämnade Kanada 1927 för att söka möjligheter som jockey i Kalifornien. Longden skaffade sig en bas vid Santa Anita Park, och 1956 gick han om den brittiska jockeyen Sir Gordon Richards, till att bli den mest segerrika jockeyn någonsin, då han tagit fler än 4 870 segrar. Longden ägde även en travhäst, som han själv körde, och segrade med i ett lopp på Sportsman's Park i Phoenix i Arizona 1954.
Longden, som kallades "The Pumper" av andra jockeys, red många stjärnhästar under sin karriär. 1943 lyckades han att ta en Triple Crown, då han segrade i Kentucky Derby, Preakness Stakes och Belmont Stakes tillsammans med hästen Count Fleet. En skulpterad byst av Longden, tillsammans med byster av William Shoemaker och Laffit Pincay, står utställd på paddockområdet vid Santa Anita Park i Arcadia i Kalifornien.
1958 valdens Longden in i National Museum of Racing och Hall of Fame. Han pensionerade sig året därpå, och var då den jockey som tagit flest segrar, 6 032 stycken. Han var därefter verksam som galopptränare, och blev 1969 den första (och hittills enda) personen som segrat i Kentucky Derby som både jockey och tränare.
Longden var medlem i Jesu Kristi Kyrka av Sista Dagars Heliga. Han avled den 14 februari 2003, sin 96:e födelsedag, Alla hjärtans dag, i sitt hem i Banning i Kalifornien.